# Berliner Fußballclub Dynamo 1982-1983
Questa voce raccoglie le informazioni riguardanti il Berliner Fußballclub Dynamo nelle competizioni ufficiali della stagione 1982-1983.

## Stagione
Grazie ad alcune ampie vittorie ottenute nelle prime gare, la Dinamo Berlino prese immediatamente il comando della classifica dell'edizione 1982-83 della DDR-Oberliga, per poi lasciarsi sorpassare dal Carl Zeiss Jena (che, più avanti nella stagione, avrà occasione di eliminare la squadra ai quarti di finale della coppa nazionale) a causa di una serie di pareggi. All'ottava giornata la squadra riprese definitivamente il comando della classifica e, rimanendo imbattuta per tutto l'arco del campionato, conquistò il quinto titolo consecutivo assicurandoselo con quattro gare di anticipo. In Coppa dei Campioni la Dinamo Berlino incontrò come primo avversario l'Amburgo futuro vincitore del torneo, che passerà il turno sconfiggendo la squadra con un 2-0 casalingo dopo che l'incontro a Berlino Est si era concluso sull'1-1.

## Maglie e sponsor
Le divise già utilizzate nella stagione precedente vengono confermate.
| Manica sinistra · Maglietta · Maglietta · Manica destra · Pantaloncini · Calzettoni |

## Rosa
| N. |                         | Ruolo | Calciatore            |
| -- | ----------------------- | ----- | --------------------- |
|    | Germania Est (bandiera) | P     | Bodo Rudwaleit        |
|    | Germania Est (bandiera) | P     | Reinhardt Schwerdtner |
|    | Germania Est (bandiera) | D     | Michael Noack         |
|    | Germania Est (bandiera) | D     | Andreas Rath          |
|    | Germania Est (bandiera) | D     | Dirk Schlegel         |
|    | Germania Est (bandiera) | D     | Norbert Trieloff      |
|    | Germania Est (bandiera) | D     | Rainer Troppa         |
|    | Germania Est (bandiera) | D     | Artur Ullrich         |
|    | Germania Est (bandiera) | C     | Christian Backs       |
|    | Germania Est (bandiera) | C     | Rainer Ernst          |
|    | Germania Est (bandiera) | C     | Roland Jüngling       |

| N. |                         | Ruolo | Calciatore           |
| -- | ----------------------- | ----- | -------------------- |
|    | Germania Est (bandiera) | C     | Frank Rohde          |
|    | Germania Est (bandiera) | C     | Bernd Schulz         |
|    | Germania Est (bandiera) | C     | Frank Terletzki      |
|    | Germania Est (bandiera) | C     | Frank Vogel          |
|    | Germania Est (bandiera) | A     | Falko Götz           |
|    | Germania Est (bandiera) | A     | Jochen Illert        |
|    | Germania Est (bandiera) | A     | Wolf-Rüdiger Netz    |
|    | Germania Est (bandiera) | A     | Hans-Jürgen Riediger |
|    | Germania Est (bandiera) | A     | Dietmar Schütze      |
|    | Germania Est (bandiera) | A     | Ralf Sträßer         |
|    | Germania Est (bandiera) | A     | Jan Voß              |

## Statistiche

### Statistiche dei giocatori
| Giocatore    | DDR-Oberliga | DDR-Oberliga | DDR-Oberliga | DDR-Oberliga | DFB-Pokal | DFB-Pokal | DFB-Pokal   | DFB-Pokal  | Coppa dei Campioni | Coppa dei Campioni | Coppa dei Campioni | Coppa dei Campioni | Totale   | Totale | Totale      | Totale     |
| Giocatore    | Presenze     | Reti         | Ammonizioni  | Espulsioni   | Presenze  | Reti      | Ammonizioni | Espulsioni | Presenze           | Reti               | Ammonizioni        | Espulsioni         | Presenze | Reti   | Ammonizioni | Espulsioni |
| ------------ | ------------ | ------------ | ------------ | ------------ | --------- | --------- | ----------- | ---------- | ------------------ | ------------------ | ------------------ | ------------------ | -------- | ------ | ----------- | ---------- |
| C. Backs     | 26           | 4            | 0            | 0            | 3         | 1         | 0           | 0          | 2                  | 0                  | 0                  | 0                  | 31       | 5      | 0           | 0          |
| D. Schütze   | 3            | 0            | 0            | 0            | 1         | 0         | 0           | 0          | 0                  | 0                  | 0                  | 0                  | 4        | 0      | 0           | 0          |
| R. Ernst     | 22           | 9            | 4            | 0            | 2         | 2         | 0           | 0          | 2                  | 0                  | 0                  | 0                  | 26       | 11     | 4           | 0          |
| F. Götz      | 10           | 6            | 0            | 0            | 0         | 0         | 0           | 0          | 0                  | 0                  | 0                  | 0                  | 10       | 6      | 0           | 0          |
| J. Illert    | 3            | 0            | 0            | 0            | 1         | 0         | 0           | 0          | 0                  | 0                  | 0                  | 0                  | 4        | 0      | 0           | 0          |
| R. Jüngling  | 2            | 0            | 0            | 0            | 0         | 0         | 0           | 0          | 0                  | 0                  | 0                  | 0                  | 2        | 0      | 0           | 0          |
| W. Netz      | 23           | 6            | 0            | 0            | 2         | 0         | 0           | 0          | 2                  | 0                  | 0                  | 0                  | 27       | 6      | 0           | 0          |
| M. Noack     | 22           | 4            | 1            | 0            | 3         | 0         | 0           | 0          | 2                  | 0                  | 0                  | 0                  | 27       | 4      | 1           | 0          |
| A. Rath      | 1            | 0            | 0            | 0            | 0         | 0         | 0           | 0          | 0                  | 0                  | 0                  | 0                  | 1        | 0      | 0           | 0          |
| H. Riediger  | 15           | 16           | 0            | 0            | 2         | 1         | 0           | 0          | 2                  | 1                  | 0                  | 0                  | 19       | 18     | 0           | 0          |
| F. Rohde     | 25           | 2            | 2            | 0            | 3         | 0         | 0           | 0          | 1                  | 0                  | 0                  | 0                  | 29       | 2      | 2           | 0          |
| B. Rudwaleit | 26           | 0            | 0            | 0            | 3         | 0         | 0           | 0          | 2                  | 0                  | 0                  | 0                  | 31       | 0      | 0           | 0          |
| D. Schlegel  | 13           | 0            | 0            | 0            | 1         | 1         | 0           | 0          | 1                  | 0                  | 0                  | 0                  | 15       | 1      | 0           | 0          |
| B. Schulz    | 20           | 2            | 0            | 0            | 3         | 0         | 0           | 0          | 2                  | 0                  | 0                  | 0                  | 25       | 2      | 0           | 0          |
| R. Straßer   | 24           | 8            | 0            | 0            | 2         | 3         | 0           | 0          | 0                  | 0                  | 0                  | 0                  | 26       | 11     | 0           | 0          |
| F. Terletzki | 25           | 1            | 5            | 0            | 3         | 2         | 0           | 0          | 2                  | 0                  | 0                  | 0                  | 30       | 3      | 5           | 0          |
| N. Trieloff  | 25           | 1            | 2            | 0            | 3         | 0         | 0           | 0          | 2                  | 0                  | 0                  | 0                  | 30       | 1      | 2           | 0          |
| R. Troppa    | 25           | 6            | 2            | 0            | 3         | 0         | 0           | 0          | 2                  | 0                  | 0                  | 0                  | 30       | 6      | 2           | 0          |
| A. Ullrich   | 23           | 6            | 2            | 0            | 3         | 0         | 0           | 0          | 2                  | 0                  | 0                  | 0                  | 28       | 6      | 2           | 0          |
| F. Vogel     | 1            | 0            | 0            | 0            | 0         | 0         | 0           | 0          | 0                  | 0                  | 0                  | 0                  | 1        | 0      | 0           | 0          |
| J. Voß       | 2            | 0            | 0            | 0            | 1         | 0         | 0           | 0          | 0                  | 0                  | 0                  | 0                  | 3        | 0      | 0           | 0          |